# Кулаков Олександр Вікторович
Олександр Вікторович Кулаков (біл. Аляксандр Віктаравіч Кулакоў; 15 травня 1983, м. Мінськ, СРСР) — білоруський хокеїст, лівий нападник. Виступає за «Динамо» (Мінськ) у Континентальній хокейній лізі.  
Виступав за «Юність» (Мінськ), «Керамін» (Мінськ), ХК «Вітебськ», «Динамо» (Мінськ), «Хімік-СКА» (Новополоцьк), «Шахтар» (Солігорськ), «Торпедо» (Нижній Новгород).
У складі національної збірної Білорусі провів 43 матчі (7+16); учасник зимових Олімпійських ігор 2010 (4 матчі, 0+1), учасник чемпіонатів світу 2007, 2008, 2009, 2010, 2011 і 2012 (35 матчів, 3+8). У складі молодіжної збірної Білорусі учасник чемпіонатів світу 2001, 2002 і 2003. У складі юніорської збірної Білорусі учасник чемпіонатів світу 2000 і 2001.
Досягнення
- Чемпіон Білорусі (2002, 2007), срібний призер (2010)
- Володар Кубка Шпенглера (2009).